# Evaristo (Vorname)
Evaristo ist ein männlicher Vorname.

## Herkunft und Bedeutung
Evaristo ist die spanische, italienische und portugiesische Form von Evaristus, der lateinischen Variante des griechischen   εὐάρεστος (euarestos), gebildet aus εὖ (eu) mit der Bedeutung „gut, wohl“ und ἀρεστός (arestos) mit der Bedeutung „gefällig“. Der Name bedeutet also „wohlgefällig“.

## Namensträger
- Evaristo Felice Dall’Abaco (1675–1742), italienischer Violinist, Cellist und Komponist
- Evaristo Baschenis (1617–1677), italienischer Barockmaler
- Evaristo Carazo Aranda (1822–1889), nicaraguanischer Politiker, von 1887 bis 1889 Präsident des Landes
- Evaristo Carriego (1883–1912), argentinischer Journalist und Schriftsteller
- Evaristo Carvalho (1941–2022), Politiker aus São Tomé und Príncipe, Premierminister und Präsident seines Landes
- Evaristo Conrado Engelberg (1853–1932), brasilianisch-deutscher Unternehmer und Erfinder
- Evaristo Garbani-Nerini (1867–1944), Schweizer Politiker und Freidenker
- Evaristo Lucidi (1866–1929), italienischer Kurienkardinal der römisch-katholischen Kirche
- Evaristo de Macedo (* 1933), brasilianischer Fußballspieler und -trainer
- Evaristo de Moraes Filho (1914–2016), brasilianischer Rechtsanwalt, Hochschullehrer und Schriftsteller
- Evaristo Murillo (1922–2005), costa-ricanischer Fußballtorwart
- Evaristo Muyinda (1916–1993), ugandischer Musiker
- Evaristo Nugkuag (* 1950), peruanischer Menschenrechtler und Umweltschützer
- Evaristo Pascoal Spengler  (* 1959), brasilianischer Ordensgeistlicher, römisch-katholischer Bischof von Roraima
- Evaristo Pérez (* 1969), Schweizer Jazzmusiker
- Evaristo Pérez de Castro Brito (1778–1848), spanischer Politiker und Ministerpräsident Spaniens

Zwischenname
- Paulo Evaristo Arns (1921–2016), brasilianischer Kardinalprotopriester und Erzbischof von São Paulo
- Braulio Evaristo Carrillo Colina (1800–1845), Politiker aus Costa Rica, zweimal Präsident des Landes
- José Evaristo Uriburu (1831–1914), argentinischer Anwalt und Politiker, 1895 bis 1898 Präsident Argentiniens